# Dixie Land
Dixie Land (reso graficamente anche come Dixieland; in ucraino Диксиленд?, Dyksylend) è un film documentario del 2015 diretto da Roman Bondarchuk, frutto di una co-produzione di Ucraina, Lettonia e Germania.

## Trama
Il documentario, girato nella città ucraina di Cherson, segue quattro membri di un'orchestra di bambini (Roman, Polina e due ragazzi di nome Nikita) a cui piace suonare musica jazz americana. Il film si concentra sul forte legame dei bambini con il loro scontroso ma amato insegnante, Semyon Nikolayevich Ryvkin.

## Produzione
Dixie Land è stato scritto, diretto e montato da Roman Bondarchuk.
Il film è stato presentato per la prima volta in Ucraina nel 2015, è stato proiettato all'Odessa International Film Festival, dove ha vinto il Golden Duke Award. Il film è stato anche presentato al Lielais Kristaps National Film Festival in Lettonia nel settembre 2015 e al Full Frame Documentary Film Festival negli Stati Uniti nell'aprile 2016.

## Critica
L'Odessa Review ha detto del film: "Onestamente, Dixie Land è il tipo di film potente che non ha bisogno di presentazioni - ha bisogno di essere visto".